# Le Voleur de Noël
Le Voleur de Noël (The Christmas Thiel) est un roman policier de Mary Higgins Clark et de sa fille Carol Higgins Clark paru en 2004.

## Résumé
New York. Au pied du Rockefeller Center sur la 5e Avenue, on fête Noël en musique autour d'un immense sapin. Mais cette année, une mystérieuse disparition dans les forêts du Vermont risque de gâcher cette tradition. À moins qu'avant les douze coups de minuit, Regan Reilly et Alvirah Meehan ne démasquent le coupable qui a ravi un butin beaucoup plus précieux qu'on ne le croit.